# Flying Dutchman Records
Flying Dutchman Records était un label de jazz américain fondé à New York en 1969 par le producteur Bob Thiele.

## Histoire
Le label est initialement distribué par sa maison-mère Atlantic Records. En 1972, le label réalise une série de cinq albums, nommée The Flying Dutchman Series, pour la maison de disques Mega Records (en). Le contrat n'est pas prolongé et RCA Records rachète le label en 1976. Flying Dutchman avait trois sous-labels : Amsterdam, BluesTime et Contact.
Plusieurs légendes du jazz ont travaillé pour Flying Dutchman, comme Duke Ellington, Count Basie ou Ornette Coleman. Parmi les musiciens ayant enregistré des albums pour le label se trouvent également le chanteur Leon Thomas, les saxophonistes Gato Barbieri, Oliver Nelson et Tom Scott, et le pianiste Lonnie Liston Smith. Gil Scott-Heron produisit trois albums pour Flying Dutchman, dont deux de ses premiers disques : Small Talk at 125th and Lenox (1970) et Free Will (1972).
Le label dépose le bilan en 1978. Le catalogue de Flying Dutchman appartient désormais à Sony Music Entertainment, qui le distribue par l'intermédiaire de sa filiale Legacy Recordings.

## Discographie partielle
- 10101 Oliver Nelson et Steve Allen - Soulful Brass
- 10101 Oliver Nelson et Steve Allen - Soulful Brass #2
- 10102 Spontaneous Combustion - Come and Stick Your Head In
- 10103 Jon Appleton - Appleton Syntonic Menagerie
- 10104 Bob Thiele - Emergency - Head Start
- 10105 Stanley Crouch - Ain’t No Ambulances For No Nigguhs Tonight
- 10106 Tom Scott - Hair to Jazz
- 10107 Horace Tapscott - The Giant is Awakened
- 10108 John Carter et Bobby Bradford (en) - Flight For Four
- 10109 Jimmy Gordon - Hog Fat
- 10110 Ron Anthony - Oh! Calcutta!
- 10111 Robert Scheer - A Night At Santa Rita
- 10112 Duke Ellington - My People
- 10113 Esther Marrow - Newport News, Virginia
- 10114 Tom Scott - Paint Your Wagon
- 10115 Leon Thomas - Spirits Known and Unknown
- 10116 Oliver Nelson - Black, Brown and Beautiful
- 10117 Gato Barbieri - The Third World
- 10118 Pete Hamill - Massacre at My Lai
- 10120 Johnny Hodges - Shades of Blue
- 10121 Jon Appleton & Don Cherry - Human Music
- 10122 George Russell - Othello Ballet Suite / Electronic Organ Sonata No. 1
- 10123 Ornette Coleman - Friends and Neighbors: Live at Prince Street
- 10124 George Russell - Electronic Sonata for Souls Loved by Nature
- 10125 George Russell présente - Esoteric Circle
- 10126 Gunter Hampel - The 8th of July, 1969
- 10127 Pete Hamill - Murder at Kent State University
- 10128 John Carter & Bobby Bradford - Self-Determination Music
- 10130 Oliver Nelson - The Mayor and the People
- 10131 Gil Scott-Heron - Small Talk at 125th and Lenox
- 10132 Leon Thomas - The Leon Thomas Album
- 10133 Steve Allen - Soulful Brass #3
- 10134 Oliver Nelson - Berlin Dialogue for Orchestra
- 10135 Chico Hamilton - El Exigente/The Demanding One
- 10136 Leon Thomas & H. Rap Brown - SNCC’s Rap
- 10137 Starring Spiro T. Agnew - The Great Comedy Album
- 10138 Count Basie - Afrique
- 10139 Larry Coryell - Barefoot Boy
- 10140 Mike Lipskin - California Here I Come
- 10141 Angela Davis - Soul & Soledad
- 10142 Leon Thomas - In Berlin
- 10143 Gil Scott-Heron - Pieces of a Man
- 10144 Gato Barbieri - Fenix
- 10145 Harold Alexander - Sunshine Man
- 10146 Coleman Hawkins/Lester Young - Classic Tenors
- 10147 Earl Hines - The Mighty Fatha
- 10148 Harold Alexander - Are You Ready?
- 10149 Oliver Nelson & al - Swiss Suite
- 10150 Shelly Manne - Contact CM 4
- 10151 Gato Barbieri - El Pampero
- 10152 Bob Thiele - Those Were The Days
- 10153 Gil Scott-Heron - Free Will
- 10154 Bernard Purdie - Soul Is... Pretty Purdie
- 10155 Leon Thomas - Blues and the Soulful Truth
- 10156 Gato Barbieri - Under Fire
- 10157 Richard Davis - Song For Wounded Knee
- 10158 Gato Barbieri - Bolivia
- 10159 Bobby Hackett - What A Wonderful World
- 10161 Count Basie & Teresa Brewer - The Songs of Bessie Smith
- 10163 Lonnie Liston Smith - Astral Traveling
- 10164 Leon Thomas - Facets: An Anthology
- 10165 Gato Barbieri - The Legend of Gato Barbieri
- 10166 Teresa Brewer - It Don’t Mean A Thing If It Ain’t got That Swing
- 10167 Leon Thomas - Full Circle
- 12002 Never Again
- 0550 Gato Barbieri - Yesterdays
- 0591 Lonnie Liston Smith - Cosmic Funk
- 0592 Oliver Nelson - With Oily Rags
- 0825 Oliver Nelson - Skull Session
- 0827 Richard Holmes - Onsaya Joy
- 0829 Bobby Hackett - Strike Up the Band
- 0830 Cesar - Cesar 830
- 0833 Tom Scott - In L.A.
- 0834 Lonnie Liston Smith - Expansions
- 0964 Bob Thiele - I Saw Pinetop Spit Blood
- 1082 Elek Bacsik - Bird and Dizzy: A Musical Tribute
- 1120 Bucky Pizzarelli & Joe Venuti - Nightwings
- 1145 Shelly Manne - Hot Coles
- 1146 Richard Holmes - Six Million Dollar Man
- 1147 Gato Barbieri - El Gato
- 1196 Lonnie Liston Smith - Visions of a New World
- 1197 Sonny Stitt - Dumpy Mama
- 1371 The World’s Greatest Jazz Band - In Concert at the Lawrenceville
- 1372 Mike Wofford - Scott Joplin Interpretations
- 1378 Bud Freeman & Bucky Pizzarelli - Bucky & Bud
- 1449 Oliver Nelson - A Dream Deferred (Compilation)
- 1460 Lonnie Liston Smith - Reflections of a Golden Dream
- 1461 Steve Marcus - Sometime Other Than Now
- 1537 Richard Holmes - I’m In the Mood for Love
- 1538 Sonny Stitt - Stomp Off, Let’s Go
- 2568 Steve Kuhn Trio - Three Waves